# Puy-de-Serre
Puy-de-Serre – miejscowość i gmina we Francji, w regionie Kraj Loary, w departamencie Wandea.
Według danych na rok 1990 gminę zamieszkiwało 349 osób, a gęstość zaludnienia wynosiła 25 osób/km² (wśród 1504 gmin Kraju Loary Puy-de-Serre plasuje się na 951. miejscu pod względem liczby ludności, natomiast pod względem powierzchni na miejscu 824.).